# Ноћ живих мртваца
Ноћ живих мртваца (енгл. Night of the Living Dead) је амерички хорор филм из 1968. редитеља, ко-сценаристе, сниматеља и монтажера Џорџа Ромера, у коме главне улоге тумаче Двејн Џоунс и Џудит О’Ди. Прича прати седморо људи заробљених у сеоској кући у руралној Пенсилванији, које нападају реанимирани лешеви. Иако се људождерска чудовишта која се појављују у филму називају „гулови”, они су заслужни за популаризацију модерног приказа зомбија у популарној култури.
Стекавши искуство у прављењу телевизијских реклама, индустријских филмова и сегмената за емисију Комшилук господина Роџерса преко своје продукцијске куће The Latent Image, Ромеро, Џон Русо и Расел Страјнер су одлучили да сниме хорор филм како би искористили интересовање публике за тај жанр. Њихов сценарио је већим делом био инспирисан романом Ја сам легенда Ричарда Матесона из 1954. године. Филм је сниман од јула 1967. до јануара 1968. године, углавном на локацији у Еванс Ситију у Пенсилванији. Ромеро је користио технике герилског снимања које је усавршио у свом раду на рекламама и индустријским филмовима како би завршио филм са буџетом од приближно 100.000 долара. Пошто нису могли да обезбеде адекватан сет, филмска екипа је изнајмила напуштену фарму коју су могли да униште током снимања.
Филм је премијерно приказан 1. октобра 1968. у Питсбургу. Зарадио је 12 милиона долара на домаћем тржишту и 18 милиона долара у остатку света, чиме је остварио зараду 250 пута већу од свог буџета, што га чини једним од најпрофитабилнијих филмова свих времена. Објављен је непосредно пре усвајања система рангирања филмова Америчке филмске асоцијације; експлицитно насиље и крваве сцене у филму сматране су револуционарним, што је довело до контроверзи и негативних критика. На крају је стекао култни статус и признање критичара, а појављивао се на листама најбољих и најутицајнијих филмова у публикацијама као што су Empire, The New York Times и Total Film. Сматра се једним од камена темељаца у развоју хорор жанра, а ретроспективна академска анализа фокусирала се на његово одражавање друштвених и културних промена у Сједињеним Америчким Државама током 1960-их, са посебним освртом на избор Џоунса, Афроамериканца, за главну улогу. Године 1999, Конгресна библиотека је одабрала филм за чување у Националном регистру филмова Сједињених Држава због његовог „културног, историјског, или естетског значаја”.
Ноћ живих мртваца је пратило пет наставака који су излазили од 1978. до 2009. године, а сваки од њих је режирао Ромеро. Због грешке приликом насловљавања оригиналног филма, ушао је у јавно власништво одмах по објављивању, што је резултовало бројним адаптацијама, римејковима и трајним наслеђем у хорор жанру. Званични римејк, који је написао Ромеро, а режирао Том Савини, објављен је 1990. године. 

## Радња
Брат и сестра, Барбра и Џони, возе до гробља у руралном делу Пенсилваније да би посетили очев гроб, где их напада бледи човек у поцепаном оделу, који убија Џонија и напада Барбру. Она бежи у оближњу сеоску кућу, где проналази леш њеног власника, напола поједен, на степеницама. Растућа хорда немртвих убрзо окружује кућу, када у њу стигне странац по имену Бен, који у почетку мисли да је Барбра власница куће. Након што је отерао неколико немртвих, он забарикадира прозоре и врата. Тражећи потрепштине по кући, он проналази пушку са полужним механизмом.
Скоро кататонична Барбра се изненађује када открива да у подруму куће већ има људи који су се склонили. Хари, његова жена Хелен и њихова мала ћерка Карен побегли су тамо након што је група истих чудовишта преврнула њихов ауто и ујела Карен за руку, због чега се тешко разболела. Млади пар, Том и Џуди, склонили су се након што су чули хитно обавештење о низу бруталних убистава. Том и Бен обезбеђују кућу, док Хари упорно тврди да изнад земље није безбедно, па се враћа у подрум. Немртви настављају да опседају кућу у све већем броју.
Укућани слушају радио и телевизијске извештаје о војсци канибалистичких лешева која извршава масовна убиства широм источне обале Сједињених Држава, као и о наоружаним групама људи које патролирају по селима и истребљују живе мртваце. Извештаји потврђују да немртви могу поново да умру од јаких удараца у главу, метака у мозак или спаљивања. Различити спасилачки центри нуде уточиште и сигурност, а научници теоретишу да је радијација из експлодиране свемирске сонде која се вратила са Венере узроковала оживљавање мртвих.
Бен смишља план да набави медицинске потрепштине за Карен и да превезе групу до спасилачког центра тако што ће напунити горивом свој камион на пумпи на фарми. Бен, Том и Џуди заједно одлазе тамо, одбијајући немртве бакљама и Молотовљевим коктелима. Међутим, бензин из пумпе се просипа и изазива пожар на камиону, који експлодира, убијајући Тома и Џуди. Бен се враћа и разбија врата када Хари одлучи да га не пусти унутра.
Преживели покушавају да смисле како да побегну. Прекидају дискусију да би погледали најновије вести, али ускоро нестане струје. Немртви убрзо пробијају врата и прозоре куће која је у мраку. У хаосу, Хари зграби Бенову пушку, али Бен га разоружа и упуца. Хари одлази у подрум и умире поред своје ћерке.
Карен подлеже повредама, постаје немртва и једе остатке свог оца, након чега убија своју мајку мистријом. Барбра покушава да помогне Бену да одбије немртве, али је оживљени Џони повлачи са собом. Док хорда продире унутар куће, Бен се скрива у подруму, где убија немртве верзије Харија и Хелен.
Ујутро, наоружана група стиже да уништи преостале немртве. Пробуђен пуцњавом и сиренама, Бен излази из подрума, али га они убијају, мислећи да је и он немртав. Његово тело бацају на ломачу и спаљују заједно са осталим немртвима.

## Улоге
| Глумац         | Улога       |
| -------------- | ----------- |
| Двејн Џоунс    | Бен         |
| Џудит О’Ди     | Барбра      |
| Карл Хардман   | Хари Купер  |
| Мерилин Истман | Хелен Купер |
| Кира Шон       | Карен Хупер |
| Кит Вејн       | Том         |
| Џудит Ридли    | Џуди        |

## Продукција

### Развој и претпродукција
Џорџ Ромеро је започео своју каријеру у филмској индустрији док је похађао Универзитет Карнеги Мелон у Питсбургу. Режирао је и продуцирао телевизијске рекламе и индустријске филмове за The Latent Image, компанију коју је основао са својим пријатељем Раселом Страјнером. The Latent Image је започео као мала компанија, али након што су продуцирали скупу рекламу за Calgon, која је пародирала филм Фантастично путовање (1966), Ромеро је осетио да The Latent Image има довољно искуства и опреме да сними дугометражни филм.[38] Према Ромеру, они су желели да искористе „жеђ филмске индустрије за бизарним”. Он, Страјнер и Џон Русо су ступили у контакт са Карлом Хардманом и Мерилин Истван, председником и потпредседницом фирме за индустријске филмове Hardman Associates, Inc, са седиштем у Питсбургу. The Latent Image им је изнео идеју за тада још неименовани хорор филм.
Преговори су довели до оснивања компаније Image Ten, продукцијске куће која је била основана ради продукције једног дугометражног филма. Почетни буџет износио је 6.000 долара; сваки члан продукцијске компаније уложио је по 600 долара у замену за удео у профиту. Десет додатних инвеститора је уложило још 6.000 долара, али то је и даље било недовољно. Продукција је више пута прекидана током снимања док је Ромеро користио ране снимке како би убедио додатне инвеститоре. Image Ten је на крају сакупио око 114.000 долара за филмски буџет.

### Сценарио
Сценарио су заједнички написали Русо и Ромеро. Они су одустали од првобитне идеје о хорор комедији која би се бавила ванземаљцима адолесцентима, након што су схватили да неће имати довољан буџет за уверљив свемирски брод. Русо је предложио ограниченију причу у којој младић бежи од куће и открива ванземаљце који на гробљу краду људске лешеве за храну. Ромеро је комбиновао ову идеју са необјављеном приповетком о људождерским гуловима, и почели су снимање са непотпуним сценаријем. Према Русоу, сценарио написан пре почетка снимања покривао је догађаје само до појаве породице Купер. Русо је довршио сценарио током снимања, а Ромеро је касније проширио последње странице своје приповетке у наставке Зора живих мртваца (1978) и Дан живих мртваца (1985).
Ромеро је био инспирисан романом Ја сам легенда Ричарда Матесона, хорор романом о епидемији која опустоши футуристички Лос Анђелес. Заражени из романа постају вампиролика створења која лове незаражене. Матесон је Ромерову интерпретацију описао као „помало смешну”, и више налик на крађу него на омаж. У једном интервјуу, Ромеро је направио поређење између филма Ноћ живих мртваца и књиге Ја сам легенда. Објаснио је да је Матесон писао о последицама глобалне катастрофе; Ромеро је желео да истражи како би људи реаговали на такву врсту катастрофе док би се развијала.
Велики део дијалога је измењен, прерађиван или импровизован од стране глумаца. Главна глумица Џудит О'Ди је у једном интервјуу рекла: „Не знам да ли је уопште постојао радни сценарио! Прошли бисмо кроз то шта треба да се уради, а затим бисмо све одрадили на начин како је ко осећао да треба.” Један пример који је дала односи се на сцену у којој Барбра прича Бену о Џонијевој смрти. О’Дијева је рекла да је сценарио само укратко говорио о томе како Барбра и Џони разговарају у аутомобилу пре него што су нападнути. Она је описала Барбрин дијалог у тој сцени као потпуну импровизацију. Истманова је изменила сцене написане за Хелен и Харија Купера у подруму. Карл Хардман је приписао Бенове реплике главном глумцу Двејну Џоунсу. У сценарију је Бен био необразован возач камиона, све док Џоунс није почео да преправља свој лик.
Главна улога је првобитно била написана за белог глумца, али након што је улогу добио Афроамериканац Двејн Џоунс, Ромеро је намерно одлучио да не мења сценарио да би то одразио. Филм се појавио у биоскопима у време када је веома мало тамнопутих глумаца играло главне улоге. Ретке изузетке, попут црних јунака које је играо Сидни Поатје, писали су као подређене ликове како би били прихватљивији белој публици. На питање у једном интервјуу из 2013. да ли је за улогу Бена био инспирисан атентатом на Мартина Лутера Кинга исте године када је филм снимљен, Ромеро је одговорио одрично, напомињући да је за убиство чуо тек када је био на путу да нађе дистрибутера за готов филм.